# Fort Worth Flyers 2006-2007
La stagione 2006-07 dei Fort Worth Flyers fu la 2ª e ultima nella NBA D-League per la franchigia.
I Fort Worth Flyers arrivarono terzi nella Eastern Division con un record di 29-21. Nei play-off persero il primo turno contro i Sioux Falls Skyforce (0-1).

## Roster
| N° | Naz.                   | Ruolo | Sportivo          | Anno | Alt. | Peso |
| -- | ---------------------- | ----- | ----------------- | ---- | ---- | ---- |
|    | Stati Uniti (bandiera) | AG    | Jeremy McNeil     | 1980 | 203  | 116  |
| 0  | Stati Uniti (bandiera) | A     | Terrance Thomas   | 1980 | 198  | 102  |
| 1  | Porto Rico (bandiera)  | G     | José Barea        | 1984 | 183  | 79   |
| 1  | Stati Uniti (bandiera) | P     | Jemeil Rich       | 1975 | 178  | 80   |
| 1  | Stati Uniti (bandiera) | P     | Walker Russell    | 1982 | 183  | 77   |
| 3  | Regno Unito (bandiera) | A     | Pops Mensah-Bonsu | 1983 | 206  | 109  |
| 4  | Stati Uniti (bandiera) | G     | Corey Santee      | 1983 | 187  | 90   |
| 5  | Stati Uniti (bandiera) | A     | Anthony McHenry   | 1983 | 200  | 100  |
| 5  | Stati Uniti (bandiera) | P     | Walker Russell    | 1982 | 183  | 77   |
| 7  | Nigeria (bandiera)     | C     | Deji Akindele     | 1983 | 216  | 111  |
| 9  | Stati Uniti (bandiera) | AP    | Anthony Terrell   | 1981 | 198  | 104  |
| 10 | Stati Uniti (bandiera) | A     | Chris Copeland    | 1984 | 203  | 102  |
| 10 | Stati Uniti (bandiera) | G     | Curtis Stinson    | 1983 | 191  | 98   |
| 11 | Stati Uniti (bandiera) | A     | Bobby Jones       | 1984 | 201  | 98   |
| 12 | Australia (bandiera)   | C     | Luke Schenscher   | 1982 | 216  | 116  |
| 13 | Stati Uniti (bandiera) | G     | Maurice Ager      | 1984 | 196  | 92   |
| 15 | Stati Uniti (bandiera) | P     | Sean Dockery      | 1983 | 187  | 83   |
| 15 | Stati Uniti (bandiera) | C     | Ryan Hollins      | 1984 | 213  | 104  |
| 20 | Stati Uniti (bandiera) | P     | Kevin Burleson    | 1979 | 191  | 93   |
| 21 | Regno Unito (bandiera) | A     | Pops Mensah-Bonsu | 1983 | 206  | 109  |
| 22 | Stati Uniti (bandiera) | A     | Chris Copeland    | 1984 | 203  | 102  |
| 22 | Stati Uniti (bandiera) | G     | Lou Williams      | 1986 | 188  | 79   |
| 23 | Stati Uniti (bandiera) | GA    | Jeremy Richardson | 1984 | 198  | 84   |
| 24 | Nigeria (bandiera)     | G     | Kelenna Azubuike  | 1983 | 196  | 100  |
| 30 | Stati Uniti (bandiera) | P     | Antoine Jordan    | 1983 | 193  | 85   |
| 74 | Nigeria (bandiera)     | A     | Ndudi Ebi         | 1984 | 206  | 91   |
| 81 | Stati Uniti (bandiera) | P     | David Logan       | 1982 | 184  | 75   |
| 88 | Nigeria (bandiera)     | A     | Ndudi Ebi         | 1984 | 206  | 91   |

## Staff tecnico
- Allenatore: Sidney Moncrief
- Vice-allenatore: Paul Mokeski
- Preparatore atletico: Takashi Onuki